# Stanisław Feliksiak
Stanisław Feliksiak (ur. 6 kwietnia 1906 w Łodzi, zm. 30 czerwca 1992 w Warszawie) – polski zoolog, dyrektor Państwowego Muzeum Zoologicznego w Warszawie, członek Towarzystwa Naukowego Warszawskiego.

## Życiorys

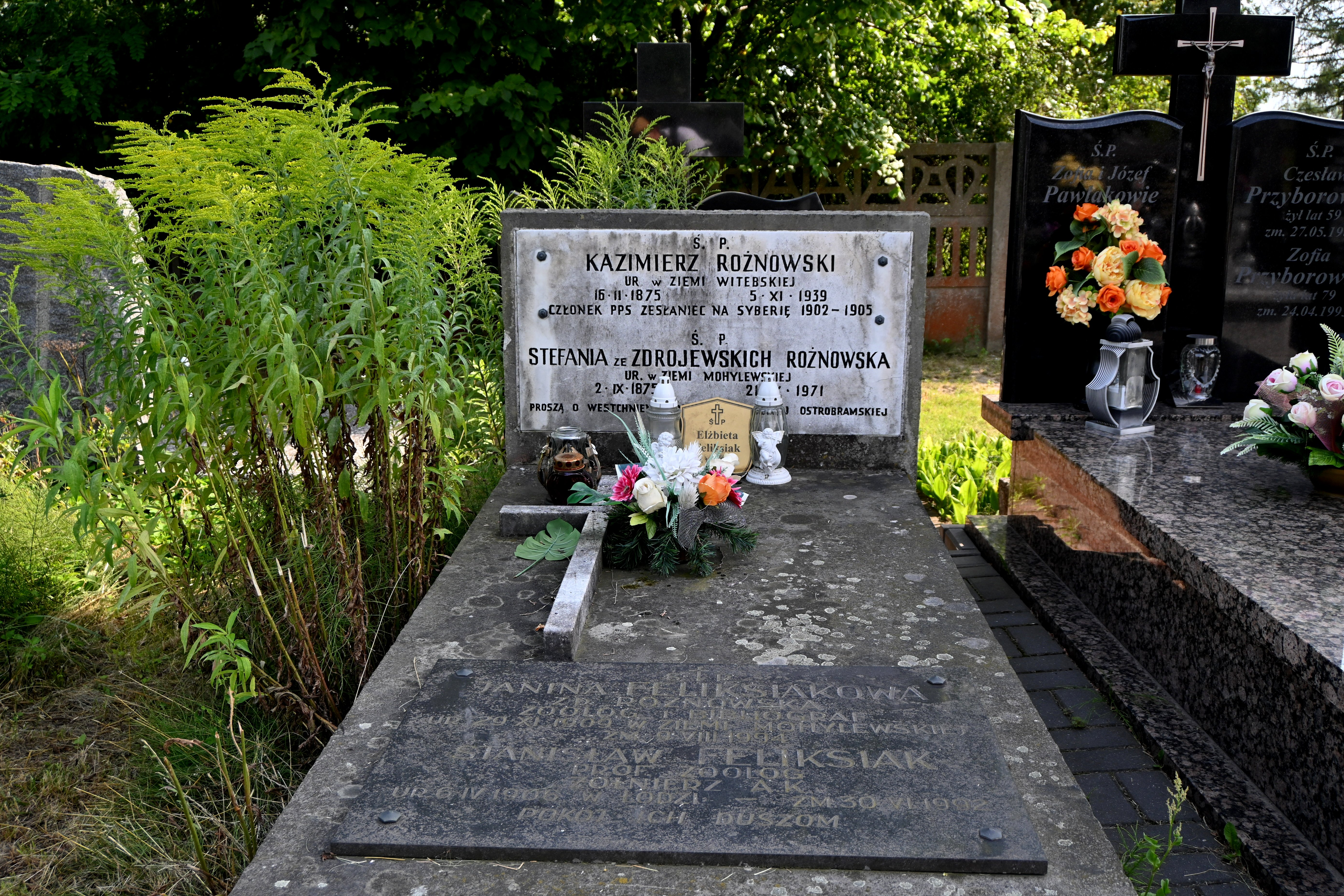
Grób zoologów Janiny i Stanisława Feliksiaków na cmentarzu parafialnym w Tłuszczu

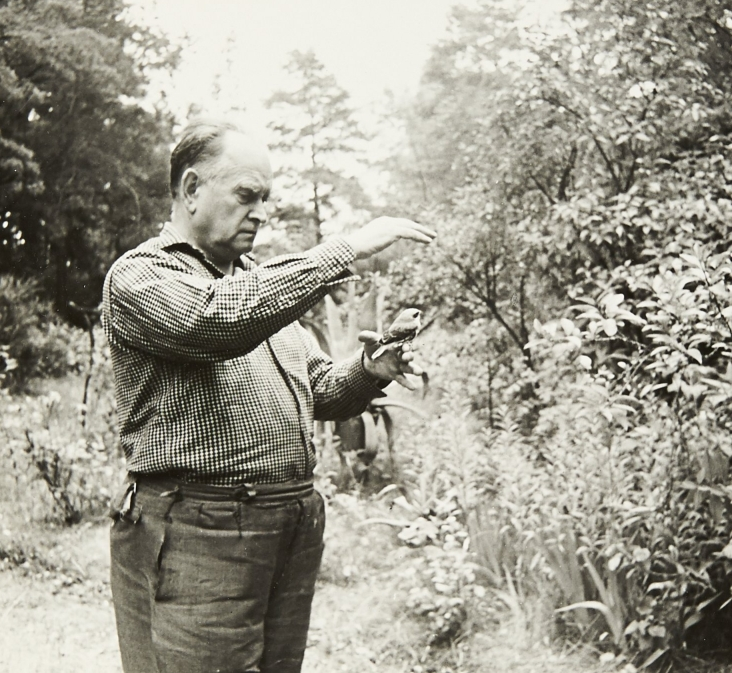
Stanisław Feliksiak w ogrodzie Muzeum i Instytutu Zoologii PAN,
ok. 1992

Syn Jana i Anny z Krauzów. Studiował na Uniwersytecie Warszawskim, kończąc studia w 1930. Od lipca do października 1938 popłynął Batorym do Kanady, gdzie już mając stopień doktora, badał faunę wodną Nowej Szkocji i Nowej Fundlandii. Przez wiele lat pracował w Państwowym Muzeum Zoologicznym w Warszawie jako asystent w Dziale Mięczaków (1929-1945), kierownik Zakładu Bezkręgowców (1945-1953), dyrektor (1947-1953), profesor nadzwyczajny (od 1953). W czasie wojny wykładał na tajnych kompletach medycyny, uczestniczył w powstaniu warszawskim na Czerniakowie, w końcu wojny współpracując z Stanisławem Lorentzem w Komitecie Ewakuacji Mienia Kulturalnego Warszawy ratował zbiory faunistyczne oraz bibliotekę Muzeum. W 1949 został członkiem korespondentem Towarzystwa Naukowego Warszawskiego (ponownie w 1982, po reaktywowaniu towarzystwa). W 1983 otrzymał honorowe członkostwo Polskiego Towarzystwa Zoologicznego. Był odznaczony Złotym Krzyżem Zasługi i Medalem Komisji Edukacji Narodowej.
Jego zainteresowania naukowe obejmowały malakologię, geografię zwierząt, mechanikę rozwoju. W 1951 wspólnie z Tadeuszem Jaczewskim i Włodzimierzem Michajłowem zainicjował serię wydawniczą "Popularnych Monografii Zoologicznych". Był redaktorem Słownika biologów polskich (1987), za koncepcję tej pracy otrzymał nagrodę Wydziału II PAN (Nauk Biologicznych). Pochowany jest na cmentarzu w Tłuszczu, niedaleko Janówki, posiadłości rodzinnej jego żony, Janiny z Rożnowskich Feliksiakowej.

## Wybrane publikacje
- Anomalie i zniekształcenia narządów rozrodczych u Helicigona oraz próby wyjaśnienia mechanizmu ich powstania (1947)
- Stanisław Feliksiak, January Kołodziejczyk, Jadwiga Wernerowa: Poznawajmy przyrodę. Podręcznik dla klasy szóstej szkół powszechnych, Wydaw. M. Arcta, Warszawa 1938.
- Stanisław Feliksiak, Włodzimierz Michajłow: Zoologia, podręcznik szkolny, Państwowy Zakład Wydawnictw Szkolnych, Warszawa 1949 (podręcznik szkolny, bardzo wiele wydań: wyd. 2, Zoologia: dla kl. 6, Warszawa 1950, wyd. 7: 1955, wyd. 13: 1961).
- Stanisław Feliksiak [et al.]: Zoologia: dla kl. 10. Państwowe Zakłady Wydawnictw Szkolnych, Warszawa 1950, (wiele wydań, wyd. 17: 1965).
- Stanisław Feliksiak, Włodzimierz Michajłow, Zdzisław Raabe, Konstanty Strawiński: Zoologia dla wyższych szkół rolniczych, 1957, wyd. 2 1972, wyd. 3 [Ci sami:] Podręcznik dla Akademii Rolniczych PWN, Warszawa 1973, wyd. 4: 1976.
- Stanisław Feliksiak (red.): Słownik biologów polskich. Instytut Historii Nauki, Oświaty i Techniki, Polska Akademia Nauk, Wydawn. PWN, Warszawa 1987; ISBN 83-01-00656-0.